# AVK – Industrievereinigung Verstärkte Kunststoffe
Die AVK – Industrievereinigung Verstärkte Kunststoffe e. V. ist ein deutscher Fachverband für Faserverbundkunststoffe.

## Geschichte
Der Verein existiert mit heutigem Namen seit 2005.
Die Vereinigung ist die älteste Interessengemeinschaft der Kunststoffindustrie. Sie wurde 1924 als „Technische Vereinigung von Fabrikanten gummifreier Isolierstoffe e. V.“ gegründet. Damals wurden die Kunststoffe fast ausschließlich als Isolatoren in der Elektrotechnik verwendet. Die Vereinigung schloss einen Überwachungsvertrag mit dem Staatlichen Materialprüfungsamt, in dem die Überwachung typischer Werkstoffeigenschaften festgelegt wurde. Nachdem sich der Anwendungsbereich der Werkstoffe erweiterte, nannte man sich nach 1937 in „Technische Vereinigung der Hersteller typisierter Preßmassen und Preßstoffe“ um.  1998 schloss man sich mit der 1959 gegründeten „Arbeitsgemeinschaft Verstärkte Kunststoffe e. V.“ zum heutigen Verband zusammen.

## Aufgaben
Der Verband veranstaltet Fachseminare in Zusammenarbeit mit Anwendern, Experten und wissenschaftlichen Instituten sowie eine internationale Jahrestagung in Anbindung an die Messe COMPOSITES EUROPE. Im Rahmen der Jahrestagung wird auch der AVK-Innovationspreis an exzellente Neuentwicklungen (Produkte, Verfahren) vergeben.
Die AVK verfolgt mit ihren Handlungen primär die folgenden fünf Ziele:
- Image der verstärkten Kunststoffe im Markt und in der  Öffentlichkeit erhöhen
- Innovationen fördern
- Weiterbildung anbieten
- Nachhaltigkeit der Werkstoffe & Anwendungen herausstellen
- Ausbau von Netzwerken.

## Mitglieder
Die AVK hat derzeit über 230 Mitgliedsunternehmen und ist  einer der größten Verbände im Bereich „Composites“ in Europe. Sie vertritt ihre Mitglieder entlang der  Wertschöpfungskette im Bereich verstärkte Kunststoffe.
Mitglieder sind Rohstofferzeuger und -lieferanten sowie Verarbeiter,  Maschinenbauer, Ingenieurbüros, Prüfämter und wissenschaftliche Institute. Kleine und mittlere Unternehmen finden sich in der Mitgliederstruktur ebenso wieder wie multinationale Konzerne.
Die Mitgliedsunternehmen der AVK finden sich überwiegend im gesamten Bundesgebiet sowie im näheren europäischen Ausland.

## Marktbericht
Die Einschätzung der Produktionsmengen für Glasfaserverstärkte Kunststoffe (GFK) in Europa wird jährlich über eine Befragung durch die AVK erhoben. Aus Gründen der Vergleichbarkeit mit den Vorjahren beinhaltet das darin dargestellte Europa nur die Länder, deren Produktion sich den befragten Rohstofflieferanten explizit erschließt. Zusätzlich wurden im Jahr 2012 erstmals auch Zahlen der für die europäische Composites-Industrie bedeutsamer werdende Türkei sowie anderer bisher nicht betrachteter südosteuropäischer bzw. westasiatischer Länder mit aufgenommen.
Aus diesem Grund wurde am 4. Dezember 2012 der neue Arbeitskreis „Reparatur von Composites“ seitens der AVK unter der Leitung von Jens Ridzewski gegründet.